# Jüdische Ethik
Grundlegend für die jüdische Ethik sind die Tora, der Talmud – besonders die in ihm enthaltenen Pirke Avot (siehe unten) – sowie die Halacha, ein seit 1500 Jahren stetig weiterentwickeltes Korpus von rabbinischen Aussagen.
Bis heute wird die jüdische Ethik durch Aussagen von Rabbinern der verschiedenen Richtungen des Judentums weiterentwickelt.

## Talmudische Ethik
Die Stelle aus Levitikus (3. Mose 19,18 ), die in christlichen Kreisen oftmals so zitiert wird: „Liebe deinen Nächsten wie dich selbst“, enthält nach allgemein jüdischer Auffassung die wichtigste Lebensregel bzw. die Essenz der Religion und ist auf jede menschliche Beziehung und jeden Menschen anwendbar. Näher beim hebräischen Urtext wäre allerdings die Übersetzung: „Liebe deinen Nächsten, denn er ist wie du“. Weite Teile des Talmud und auch vieles in der Tora sind Erläuterungen zur konkreten Umsetzung dieser Nächstenliebe. Hillel hat dieses Gebot in den Satz gefasst: „Was dir verhasst ist, tue auch deinem Nächsten nicht“ und erklärt, dass dieser Satz das ganze Gesetz enthalte und alles andere nur der Kommentar zu diesem Grundprinzip der Torah sei.
Der bekannteste rabbinische Text im Zusammenhang mit Ethik ist der Traktat Avot bzw. Pirkej Avot d. h. Sprüche der Väter aus der Mischna. Dies ist eine Zusammenstellung von Aussprüchen verschiedener jüdischer Gelehrten in sechs Kapiteln. Bekannt ist zum Beispiel der Ausspruch von Hillel im ersten Kapitel: Wenn ich nicht für mich bin, wer ist für mich? Und bin ich nur für mich, was bin ich? Und wenn nicht jetzt, wann denn? Der Beginn des vierten Kapitels lautet: Der Sohn von Soma sagt: Wer ist ein Weiser? Wer von jedem Menschen lernt. Wer ist ein Held? Wer seinen Trieb beherrscht (d. h. sich selbst beherrscht). Wer ist reich? Wer sich an seinem Anteil freut. Wer wird geehrt? Wer andere Menschen ehrt.

## Allgemeines
Die jüdische Ethik ist ein zentraler Teil der jüdischen Philosophie. Es finden sich Aussagen von modernen Rabbinern zu Themen wie Homosexualität, Gleichberechtigung, Geburtenkontrolle, künstliche Befruchtung, Verhalten von Soldaten im Krieg, schwersten Verlusterlebnissen, Sterbehilfe, Suizid und anderem.
Jedoch lässt sich in den betreffenden Äußerungen keine allgemeine „jüdische Meinung“ erkennen. Jede der jüdischen Richtungen hat ihre eigenen Ansichten zu diesen Themen.
Nach liberal jüdischer Auffassung sind ethische Gebote zeitlos, rituelle Vorschriften müssen hingegen den aktuell herrschenden Bedingungen angepasst werden, was auch zu Änderungen in der Halacha führen kann.